# Wanda Roose
Wanda Agnes Roose (født 15. september 1882 i Moskva, død 2. september 1956 i Virum) var en dansk kunstner.
Wanda Roose var født i Moskva hvor hendes far, ingeniøren Sigismund Reichman (1853-1929) var statsråd. Hun voksede op i Sverige, hvor familien støttede hendes ønske om at blive maler. Hendes mor var Caroline Le Verrier (1859-1918).
Hun studerede kunst i Warszawa hvor hun var elev hos professor Miłosz Kotarbiński (1900-1902). Senere studerede hun ved Académie Colarossi i Paris under flere lærere, inklusive Christian Krohg (1903-1906). Her traf hun og giftede sig med den danske maler Aage Roose i 1907. De flyttede tilbage til Danmark i 1913. Hun udstillede på flere danske og internationale udstillinger, hvor hun også udstillede sammen med sin mand, bl.a. på Konstnärshuset i Stockholm i 1919 og Värmlands museum i 1950. 
Hendes kunst består af landskabsmalerier fra både Sverige og Nordsjælland. Hun arbejdede med bl.a. oliemaleri og træsnit. Der findes et træsnit af Roose i Den Kongelige Kobberstikssamling. Andre værker findes på Lunds Universitets kunstmuseum.